# Karl Gösta Gilstring
Karl Gösta Gilstring, född 22 januari 1915 i Hovs församling, Östergötlands län, död 28 april 1986 i Linköpings Johannelunds församling, Östergötlands län..
Han var verksam som präst, lärare och forskare.

### Privatliv
Gilstring gifte sig 22 augusti 1942 med Märta Ingegerd Murray (1911–2010). Hon var dotter till kyrkoherden Adolf Murray och Anne-Margrethe Mannerfelt.

## Utmärkelser och priser
- 1975 – Hedersdoktor.[8]
- 1985 – Pris ur Anders Diös fond.[8]
- 1985 – Stipendium av Humanistisk-samhällsvetenskapliga forskningsrådet.[8]